# ブレイキング・バッド
『ブレイキング・バッド』（Breaking Bad）は、ヴィンス・ギリガンによって制作されたアメリカのテレビドラマシリーズである。このテレビドラマはソニー・ピクチャーズ テレビジョンによって製作され、ケーブルチャンネルAMCによって米国とカナダで2008年1月20日から2013年9月29日まで放送された。
出演はブライアン・クランストン、アーロン・ポールほか、監督はギリガン、ティム・ハンター、ブロンウェン・ヒューズ、デヴィッド・スレイド、ライアン・ジョンソン、ミシェル・マクラーレン、ヨハン・レンク、ジョン・ダール、アダム・バーンスタインなど、脚本はギリガンのほかピーター・グールドらが参加した。撮影は主にニューメキシコ州アルバカーキで行われた。
さまざまな批評家の称賛を受けており、多くの賞を受賞している。プライムタイム・エミー賞では、主演のクランストンはベスト男優賞を4度連続獲得、ポールは助演男優賞を3度獲得し、そして  作品賞 （ドラマ部門）に5度ノミネートされ、2013年と2014年に受賞した。さらにクランストンはゴールデングローブ賞のベスト男優賞に4度、全米映画俳優組合賞のベスト男優賞に5度ノミネートされた。そのうち、第19回全米映画俳優組合賞、第20回全米映画俳優組合賞及び第71回ゴールデングローブ賞を受賞した。
日本ではフジテレビNEXTおよびスーパー!ドラマTVで放映され、DVDがソニー・ピクチャーズ エンタテインメントからリリースされた。

## あらすじ
舞台は2008年のニューメキシコ州アルバカーキ。偉大な成功を遂げるはずだった天才化学者ウォルター・ホワイトは、人生に敗れ、50歳になる現在、心ならずも高校の化学教師の職に就いている。妊娠中の妻、脳性麻痺の息子、多額の住宅ローンを抱え、洗車場のアルバイトを掛け持ちしていても、なお家計にはゆとりがない。ある日、ステージIIIAの肺癌で余命2～3年と診断され、自身の医療費と家族の経済的安定を確保するために多額の金が必要になる。義弟ハンクや旧友エリオットが費用の援助を買って出るが、あくまで自力で稼ぎたいウォルターはそれらを拒み、代わりにメタンフェタミン（通称メス）の製造・販売に望みをかける。麻薬取引については何も知らず、元教え子の売人ジェシー・ピンクマンを相棒にして、家族に秘密でビジネスを開始。裏社会での名乗りは ｢ハイゼンベルク｣。製造拠点はRV（キャンピングカー）。卓越した化学知識と品質へのこだわりによって、彼は世に比類なき高純度のクリスタル・メスを開発する。増産用の新プロセスで作ったメスは純度はそのままで独特の青い色味を帯び、｢ブルーメス｣ の名でたちまち市場に君臨する。ビジネスにおいても家庭においても逐次発生する危険なトラブル。大物ドラッグ・ディーラーとの提携、そして対立。家族を養い守るため、あるいは相棒を守るための必要悪を謳いながら、ウォルターは実際に悪に染まり、要求内容にも実現手段にも益々節度がなくなっていく。やがてウォルター・ホワイトことハイゼンベルクは押しも押されもせぬ〈麻薬王〉にまでのし上がり、巨万の富を築き上げるが、その過程で為した諸行為および彼自身の人格変化は、愛する家族を、愛する相棒を、償い得ぬほどに害していた。

## 登場人物

### 主人公
ウォルター・ホワイト
- 演 - ブライアン・クランストン、日本語吹替 - 牛山茂
- ウォルター・ハートウェル・ホワイト・シニア（Walter Hartwell White Sr.）は、博学多識な天才化学者。地味で生真面目な遵法市民として暮らしながら、裏では ハイゼンベルク（Heisenberg）の異名においてメス調理を稼業とする。シリーズの中心的キャラクターであり、彼の変化が物語の焦点になる。作中で起こる悪しき出来事は全て何らかの形でウォルターに起因するように作られている。
- [背景と性格]：一人っ子。6歳の時に父と死別し、母とは後に疎遠になる。カリフォルニア工科大学にて化学を学ぶ。専門は結晶学。大学院において助力した研究プロジェクトは1985年にノーベル賞を授与され、ウォルターは貢献を認める盾を贈られる。同院在学中に学友のエリオット・シュワルツおよびグレッチェンと共同でグレイ・マター社を設立し、｢世界に嵐を起こす｣意気込みで、2、3の特許を申請する。その後まもなく、かねてより恋仲にあったグレッチェンの家族を訪ねたウォルターは、彼らが非常に裕福なことを知って恐れをなし、理由も告げずに行方をくらましてしまう。これは、ウォルターが自身の劣等性（特権への繋がりの欠如）に対処できなかったためである。後日、社における自身のシェアを共同経営者たちに$5000で売り、事業と恋人の両方に背を向ける。それから転々といくつかの研究所に職を得るが、その間に11歳年下の美女スカイラーと出会って結婚し、アルバカーキにプール付きの家を買い、そして脳性麻痺の息子ウォルター・ホワイト・ジュニアを授かる。
- 50歳の現在、ウォルターは地元公立高校の化学教師に落ち着き、副業として洗車場でも働いている。妻は思いがけず授かった第二子ホリーを妊娠中。近間に住む妻の妹マリーとその夫ハンク・シュレイダー（DEA捜査官）とは懇意にしていて、彼らと合わせて一個の家族を形成している。その一家の長は明らかにハンクである。友人はなく、生徒にも尊敬されていない。
- 一方、グレイ・マター社は非常な成功を遂げて時価数十億ドルの大企業になり、グレッチェンとエリオット・シュワルツは結婚して富豪夫婦になっている。自分の意思で手放したにもかかわらず、ウォルターはグレイ・マター社の株価を毎週チェックすることを続けながら、｢私を切り捨て｣ ｢私の仕事の上に帝国を築いた｣ としてシュワルツ夫妻に内心憤慨（逆恨み）している。
- 使用する自動車はポンティアック・アズテック。同車は「史上最も醜い車100選」の1位に選ばれたことがある。
- [キャラクター開発と論評]：ウォルター・ホワイトはアメリカのテレビ史上最高にして最も象徴的なキャラクターの1つだと考えられている。そのキャラクター開発と俳優の演技は共に批評家の絶賛を受けている。
- 「チップス先生をスカーフェイスに変える」という当初からの宣告通り、制作陣はシリーズを通してウォルターを徐々に共感できないダークな人物にしていった。その構想には、｢誰に引き寄せられているのか。それは何故か｣ を視聴者に問題視させる狙いもあった。制作陣はシリーズのある時点までは、ウォルターが卑劣な行為をしても彼に対する視聴者の同情が保たれるように腐心していた。
- Scott MeslowはThe Atlanticにおいて、ウォルターの凶悪さは潜在的にはシリーズ開始以前からあり、癌はそれを表面化させる触媒に過ぎなかったと指摘した。A.O. ScottはNew York Timesにおいて、5シーズンにわたるウォルターの変化は実際には見かけほど過激ではなく「彼の人格の諸側面――ソシオパスと家族の男、化学者と殺人者、合理的な存在と衝動の生物、起業家と敗者」は必ずしも矛盾しないと述べた。制作者ヴィンス・ギリガンは、ウォルターを「世界最大の嘘つきの一人」と呼んだ。ウォルターは自分が何者かについて常に嘘をついているが、彼を際立った嘘つきにしているのは、何よりもまず自分自身に対して嘘をついているところだとする。彼は自身を「家族に尽くす善良な男」と見なしていたが、実際には家族ではなく自分のため、ボスの気分を味わうために行動していた。「ウォルター・ホワイトは大変強力で危険な男であるとともに、大変傷ついた男でもある。そして彼がそれを認めようとなかろうと、内心ひどい無力を感じているために、力を誇示しなければならない。彼は本当に恐ろしく低い自尊心の問題を抱えていると思う。ゆえにウォルトが尊敬を得て尊敬を感じることは非常に重要だ」とギリガンは語った。監督の一人であるピーター･グールドは、ウォルターはシリーズを通して「有力で、重要な、逞しい男」として見られることを切望していたのだと述べた。
- シリーズの初期においてウォルターが「去勢された」状態だったことは批評家によってしばし言及された。ブレイキング・バッドの一番の主題は「男であることの意味」かという記者の質問に対して、ヴィンス・ギリガンは肯定も否定もせず、ただ「男」と「ウォルターにとっての男」は違うということを強調した上で、犯罪を犯したりそれによって家族に危険を負わせたりするのは（ギリガンにとって）男ではない、ウォルターはエリオットによる支援を拒んだことで男になるチャンスを逃したと述べた。

ジェシー・ピンクマン
- 演 - アーロン・ポール、日本語吹替 - 茂木たかまさ
- ジェシー・ブルース・ピンクマン（Jesse Bruce Pinkman）は、ウォルターの元生徒にして麻薬ビジネスのパートナーになる若者。後には｢息子｣とも呼ばれるようになる。制作者曰わく ｢二人の悪人のうちの良い人｣ で ｢ショーの道徳拠点｣。シリーズを通してウォルターとは異なる方向に性格が変化していく。初期のシーズンでは物語のコミックリリーフを担っていた。
- [背景と性格]：アルバカーキの上位中流階級の家庭に生まれる。二人兄弟の長男であり、非常に優秀な弟ジェイクとは10歳以上の年齢差がある。潜在的に職人的な資質を備え、絵や物作りを好む一方、学業成績は不振。完全主義で教育熱心な両親に失望され、おそらくは度重なる薬物使用が決め手となって、十代のころから家族と離れて暮らすことを余儀なくされる。高校にはおばジニーの家から通学。この頃に初めてウォルターと出会う。ジェシーはウォルターのクラスで落第するが、後にジェシーの母親は「ホワイト先生はジェシーに何らかの可能性を見たのでしょう。本当にやる気を引き出そうとしてくれました。彼は気にかけてくれた数少ない先生の一人でした」とハンクに語っている。ジニーが肺癌と診断されると、家族の助けを得られぬ中、ジェシーは独りで彼女の介護を務める。彼女の死後、彼女の家の法的な所有権はジェシーの両親に渡るが、ジェシーはそこに住み続けることを許され、また、家が売却された場合にはその売上の半分を与えられるとの約束を得る。
- ウォルターとの再会時の年齢は25。｢キャプテン・クック｣というストリートネームで低質のメスを製造・販売することにより生計を立てているが、そのことは家族に知られていない。両親からは久しくネグレクトされていて、ジニーが遺した家で一人暮らしをしている。白人不良少年のステレオタイプ的な服装・振る舞いをする。 ｢Yo｣ ｢ビッチ｣ といった言葉を好んで随意使用するが、後者の言葉を女性を表すのに使うことはほとんどない。ビジネスパートナーだったエミリオ・コヤマの他に3人ばかり、仲の良いドラッグ・ディーラーがいる。
- [キャラクター開発と論評]：ジェシー・ピンクマンのキャラクター開発と俳優の演技は、ともに批評家の絶賛を受けている。
- シーズン1での死亡が予定されていたにもかかわらず、ジェシーのキャラクターとアーロン・ポールの演技力は彼を死なせるのは大きな間違いだと制作陣に確信させた。ヴィンス・ギリガンは最初の7話のうちに、思いがけずもジェシーがこのショーの道徳拠点（moral center）であると気付いた。ジェシーはその素朴さと疑問を絶やさぬ性により「二人の悪人のうちの良い人」になっているとし、彼のイノセンスがウォルターの悪影響をどれだけ免れていられるかという問題に取り組んだ。Erik Kainは、ウォルターがますます共感し難い人物へと変化していくにつれ、ジェシーが逆方向に成長して、より人間的で複雑になっていると述べた。Christian Research Journalの記者は、ウォルターとジェシーが同じ悪事に携わりながら、前者が偏狭な相対論的道徳観に拠ってそれらすべてを是認していくのに対し、後者が普遍的道徳規準に反したことに因る多大な精神的苦痛に生きていることに注目し、ジェシーのキャラクターが道徳は個人的都合の問題ではないということを視聴者に思い出させると考えた（なお、ヴィンス・ギリガンはカトリック教徒であり、｢cosmic justice｣ の存在を信じている）。Alex Hortonは軍人としての戦場経験から、ジェシーやハンクの道徳的損傷に深い共感を示した。WIREDのLaura Hudsonは、ウォルターら作中男性の支持する「男」像がカルテル等に見られるハイパーマスキュリン文化（男らしさを誇示する文化）のそれと同じであることを指摘した上で、ジェシーの内面的特性がステレオタイプの女性像に非常に近いことについて言及した。思いやり豊かで感じやすく、子供を無条件に愛し、暴力を嫌い、人前で涙をこぼす、など――こうした特性は「男」にあってはならなぬ「弱さ」であり、彼らの文化にあっては搾取と支配の対象であることを証すものだとする。彼女はまた、ジェシーをウォルターのwhipping-boy（生贄、身代わり、スケープゴート）と呼んだ。

### ホワイトの家族と親戚
スカイラー・ホワイト
- 演 - アンナ・ガン、日本語吹替 - 唐沢潤
- ウォルターの妻。シリーズ開始時の年齢は39歳。ウォルター・ジュニアの母親であり、シリーズ開始時には2人目の子を妊娠している（後にホリーと名付けられる）。ウォルターの職場の近くのレストランでウエイトレスをしていた時期にウォルターと出会った。
- インターネットオークションによる売買や、執筆活動により家計を助けようとするが、ウォルターの治療費により家計が圧迫されると、以前働いていた職場で経理の仕事を再開する。ウォルターを愛していたが、たびかさなる不在や奇怪な振る舞いにより不信感を募らせる。その後、裏の仕事についてウォルターに打ち明けられたが、許せず追い出しにかかる。ウォルターが巧みな抵抗手段を講じると、一転して見せつけるように勤め先の社長テッド・ベネキーと浮気をするなど悪妻ぶりを発揮していく。しばらくウォルターとは確執があったものの、ハンクがレオネル＆マルコによる襲撃によって重傷を負い、高額のリハビリ費が必要になったことから、やむを得ずウォルターの仕事を手伝うようになる。妹のマリー・シュレイダーとは頻繁にお互いの家を行き来する仲であるが、ある事件をきっかけに一時期疎遠になる。悪妻を見事に演じきったアンナ・ガンは、プライベートではファンから罵倒されることもあったという。
- シリーズ開始時の愛車は1991年式のジープ・グランドワゴニア。その後、2012年式のフォード・エッジに乗り換える。

ウォルター・"フリン"・ホワイト・Jr.
- 演 - RJ・ミッテ、日本語吹替 - 庄司将之
- ウォルターとスカイラーの息子。ホリーの兄。ハンクとマリーの甥。シリーズ開始時の年齢は16歳。
- ウォルターが働いている高校に通う学生。脳性麻痺のため、軽度の言語症と松葉杖を必要とする運動機能の障害を抱えている。
- ウォルターが肺がんを患っていることを告白すると治療費を稼ぐために募金を募るウェブサイトを立ち上げるなど、家族、特に父親に対して強い愛情を抱いている。両親が離婚の危機にあった際は、父親の事情をわかろうとしない母親をなじり、父親の肩を持つ。シリーズ当初はジュニアと呼ばれることを嫌がり、フリンと呼ばれていたが、中盤からウォルターの苦闘する姿を観てジュニアと呼ばれることに誇りを持つようになる。
- スポーツカーに興味があったが、初の愛車として買い与えられたのはスカイラーが安全性などを考慮して決定した2006年式のクライスラー・PTクルーザー。しかし、その後ウォルターが車を変える際に2012年式のダッジ・チャレンジャーを買い与えられる。

ホリー・ホワイト
- ウォルターの赤児の娘。シーズン1の時点ではまだ生まれていない。

ハンク・シュレイダー
- 演 - ディーン・ノリス、日本語吹替 - 木村雅史
- DEA（麻薬取締局）のエージェント。マリー・シュレイダーの夫であり、スカイラーとウォルターの義弟にあたる。シーズン2における年齢は43歳。やや短躯でがっしりとした体格をしている。
- 周囲からは陽気で外交的な性格だと見られているが、時に無礼で無神経に映ることもある。仕事においてもタフで粘り強く麻薬ディーラーたちを追い詰め、上層部に有能さを認められるが、ナイーブなところもあり、麻薬ディーラーの一人を自らの手で射殺したことがきっかけで、次第に精神を蝕まれていく。
- ハイゼンベルクは長年の彼の捜査対象であるが、その正体が親しい義兄のウォルターであることに気づくことができずにいる。
- 趣味はアメフト観戦、自家製ビールの醸造、鉱石収集。妻との仲は良好だが子どもがいない。そのせいか甥のジュニアとは仲が良く、時にウォルターの嫉妬を買うほどである。
- シリーズ 開始当初の愛車は2006年式のジープ・コマンダー。その後、2011年式のダッジ・デュランゴに買い換える。

マリー・シュレイダー
- 演 - ベッツィ・ブラント、日本語吹替 - 行成とあ
- ハンクの妻。スカイラーの妹であり、ウォルターの義妹。ウォルターJr.とホリーの叔母。診療放射線技師として病院で勤務している。
- 虚栄心が強く多弁で、自己中心的なキャラクターとして描かれることが多い。ある種の強迫観念を持ち、とりわけ、強いストレスに晒されると窃盗を繰り返す窃盗症の持ち主であるため、周囲の人間に迷惑をかけることがしばしばである。その反面、家族に対しては献身的な愛情を捧げる。ハンクが麻薬ディーラーの襲撃にあい入院した時は、夫のために最善と思われることを全て行う。
- 常に男性的なキャラクター通りの振る舞いを崩さないハンクが弱みを見せるのはマリーの前でだけである。また、スカイラーとも仲が良く、お互いの家を頻繁に行き来している。スカイラーとウォルターが離婚の危機にあった時は、生まれたばかりの姪ホリーの面倒をマリーが見る。 家の中は至るところが紫色で覆われており、服装も紫色のものを好むが、愛車はメタリック・ブルー色の2006年式フォルクスワーゲン・ニュービートルである。

### 主要人物
ソウル・グッドマン
- 演 - ボブ・オデンカーク、日本語吹替 - 安原義人
- シーズン2の第8話で初登場を果たした弁護士。アイルランド系アメリカ人で、本名はジェームズ・"ジミー"・マッギル（James "Jimmy" McGill）。テレビCMでの"Better Call Saul"（吹き替えでは『ソウルに電話しよう』）というフレーズでアルバカーキでは知名度が高い。表向きは一般市民相手の刑事事件を専門に仕事を引き受けているが、裏では犯罪者を顧客にした仕事も請け負い金を稼いでいる。
- ジェシーの友人バッジャーが警察のおとり捜査で捕まった際にバッジャーの弁護を請け負ったことから、ウォルターとジェシーと知り合い、以後は合法・非合法の手段を問わず彼らを窮地から幾度か救う。ソウルが請け負った仕事はドラッグ売買で儲けた大金のマネーロンダリングや、身代わりとなって投獄される人間の手配など様々。裏の世界との繋がりも強く、ウォルターたちにガスを紹介するきっかけを作ったのもソウルである。また、マイクを私立探偵として雇い、刑事事件の証拠隠滅や盗聴など様々な仕事を任せている。
- コミカルな言動から作中のコミックリリーフとなっているが、周囲の人間をいらだたせることも多い。しかし、そうした言動とは裏腹に仕事においては有能であり、ウォルターらの情報を聞き出そうとマイクから脅迫された際も情報の提供をぎりぎりまで拒む。
- 愛車は1997年式のキャデラック・ドゥビル。

マイク・エルマントラウト
- 演 - ジョナサン・バンクス、日本語吹替 - 有本欽隆
- シーズン2の第13話で初登場。ただし、苗字が明らかになったのはシーズン4の第11話。
- ガスの片腕で実行部隊の長として誰よりも信頼されており、その仕事は暗殺・警護・諜報など幅広い。
- かつてはフィラデルフィアで警察官を務めていたが、現在の仕事についた経緯は明らかにされない。犯罪の証拠隠滅、張り込み、銃器の扱いなどの卓越した技能を有する。寡黙な性格であるが孫娘を溺愛しており、彼女の前では愛想がよい。ガスの指示でジェシーと組んで仕事をした際もほとんど自分から話すことはなかったが、ジェシーが優れた素質を示すと徐々に態度が軟化していく。一方でウォルターに対しては彼の尊大な態度や自己中心的な性格を嫌って打ち解けようとしない。ソウルからの仕事を請け負うこともあるが、忠誠心は常にガスに向けられている。
- 血液型はO型。
- 愛車は1988年式のクライスラー・フィフスアベニューなど。

グスタボ・"ガス"・フリング
- 演 - ジャンカルロ・エスポジート、日本語吹替 - 堀内賢雄
- シーズン2の第11話で初登場。南米チリ出身のチリ系アメリカ人。縁なしの眼鏡を着用し、常に身なりを整えている。表向きはアメリカ南西部に14の店舗を持つフライドチキン専門店のロス・ポヨス・エルマノスやクリーニング工場などの経営者として知られており、DEAのチャリティーイベントの後援なども行っているため一般人からは広く尊敬を集めている。しかし、裏ではアメリカ南西部のドラッグの流通を牛耳るマフィアのボスとして君臨している。
- 極めて慎重な性格であり、ウォルターとの取引を提案された当初は彼のパートナーのジェシーがドラッグの常用者でだらしのない人物であったために一度は取引を拒否しようとするが、ウォルターの執念と売り込みに折れて取引を一度行う。その後はウォルターの作る高品質のメスを武器に麻薬市場での優位を確保するため、クリーニング工場の地下にメスの精製のためのラボ（工場）を用意してウォルターと新たな契約を結ぶ。目的のためには部下を殺すこともいとわない冷徹な性格だが、自身の出世に必要となるウォルターは殺し屋から保護している。やがて禁欲的なウォルターに少なからず好感を持ち、ついには自宅に呼び料理を振る舞うほどになるが、ウォルターがジェシーをかばってガスの手下を車でひき殺した事件がきっかけで二人は対立していく。
- 表の世界では常に礼儀正しく愛想の良さを忘れない。しかし、裏の世界では無慈悲で冷酷なボスとして恐れられる。仕事に対して非常に厳しく家庭の問題などの事情を斟酌しないため、ウォルターたちは過酷なノルマを達成するのに苦しむことになる。
- 1986年以前はチリに在住していたがその記録が無いなどガスの過去は謎が多い。シーズン4において、かつてメキシコの麻薬カルテルのディーラーを始める際に親友のマックスを目の前で殺された過去が描かれており、カルテルのメンバーに深い恨みを抱いている事が明らかになる。
- 劇中では語られないが、マックスとは恋愛関係にあったという説があり、プロデューサーのヴィンス・ギリガンは否定も肯定もしていないが、エスポジートはこの説を認めている。
- 自らのルーツであるチリには愛着を抱いているようで、ウォルターやジェシーを家に招待した際はチリの伝統的なシチューであるパイラ・マリーナを振る舞っている。
- 独身であり、子どもの存在について言及する場面はあるが、作中に登場することはない。血液型はO型。
- 愛車は1998年式のボルボ・V70。

ヘクター・"ティオ"・サラマンカ
- 演 - マーク・マーゴリス、日本語吹替 -（回想時のみ）池田ヒトシ
- 初登場はシーズン2の第1話。かつては麻薬カルテルの幹部の一人だった男で現在は老いて引退。全身が不自由で車椅子で生活し、声を出すこともできない。そのため、車椅子の肘掛に付けた呼び出しベルを人差し指で鳴らすことで意思疎通を図る。
- 体が不自由ながら意識はしっかりしており、ウォルターたちがそれを知らずにヘクターの目の前でトゥコに毒を盛ろうとした際には、すさまじい形相で呼び出しベルを鳴らしてトゥコに身の危険を知らせた。トゥコの死後にはウォルターに強い復讐心を持ち、トゥコ殺しにウォルターが関与している事実をカルテルの幹部に知らせる。カルテルの幹部として現役だったころは冷静かつ冷酷非道な人物で、ガスの親友のマックスを殺したのがヘクターであったことが後に判明する。ガスにとって復讐の対象であり、ガスはドラッグ市場拡大とは別にサラマンカ一家を全滅することを企んでいた。
- 台詞こそないものの、目をひん剥いた形相で相手を睨み付け呼び出しベルを鳴らす姿が強い印象を残し、彼を演じたマーゴリスは2012年エミー賞ゲスト男優賞にノミネートされた。受賞は逃したものの、毎回主要部門にノミネートされていたメインキャスト陣とは異なり、本作の数ある脇役のなかで、ゲスト俳優賞にノミネートされたのはマークだけである。

リディア・ロダルテ・クエール
- 演 - ローラ・フレイザー
- 初登場はシーズン5の第2話。ドイツに本社をおく巨大複合企業マドリガル社の物流部門の責任者。
- テキサス州ヒューストンのオフィスで働き、メスの原料であるメチルアミンをガスに供給する。
- シングルマザーで娘を育てている。
- 若くして重役へと昇進した有能な女性であるが、神経質でヒステリックで猜疑心が強い。ガスと取引していたことにより逮捕されることを強く恐れており、証言者となる可能性のある者は全て殺そうとする。また、自らの命により人が死ぬことに対して良心の呵責を覚える様子はない。ただし自ら手を下すことはせず、死を連想させるものを見聞きする事も極端に嫌う。

トッド・アルキスト
- 演 - ジェシー・プレモンス、日本語吹替 - 虎島貴明
- 初登場はシーズン5の第3話。シロアリ駆除の業者で働いていたが、会社ごとウォルターたちに買収されて以降、メス製造にかかわることになる。
- ウォルターと仕事をする内にウォルターを強く尊敬するようになり、自らの有用さを証明しようと悪事にも積極的に加担していく。努力家であり、ウォルターの元で働くうちにウォルターの助力がなくとも一定水準以上のメスを製造することができるようになる。
- ギャングのリーダーである叔父の影響が強く、柔和な外見とは裏腹に冷徹な人物で、犯行現場を目撃した子どもを躊躇いなく射殺する。
- 金銭的な欲求はあまり持たず、仕事をする際の動機となっているのは彼が好意を抱いている人間を満足させることである。
- 彼が好意を抱いているのはウォルター、叔父やその仲間、メス製造を通じて知り合ったリディアなどである。

### その他

#### ウォルターの関係者
エリオット・シュワルツ
- 演 - アダム・ゴドリー
- かつてのウォルターの同窓生で、化学者。現在はウォルターとともに興した会社で大成功している。

グレッチェン・シュワルツ
- 演 - ジェシカ・ヘクト
- エリオットの妻で共同経営者。ウォルターのかつての恋人でもある。

テッド・ベネキー
- 演 - クリストファー・カズンズ
- スカイラーの復職先の上司。スカイラーが仕事の面接で不採用になった際に彼の口添えで復職することになるが、やがてスカイラーと不倫関係に陥ってしまう。
- 娘が二人いるが、妻とは既に離婚している。

カルメン・モリーナ
- 演 - カルメン・セラーノ
- ウォルターが勤務する高校の校長。

ボグダン・ウォリネッツ
- 演 - マリウス・スタン
- ウォルターが働く洗車場のオーナー。濃く太い眉毛が特徴的で、ウォルターやスカイラーからは「眉毛」と渾名されている。ルーマニア系アメリカ人だが、ソウルからはアラブ系アメリカ人だと勘違いされていた。

デルカヴォリ
- 演 - デヴィッド・ハウス
- ウォルターの主治医。癌治療の権威。

オールド・ジョー
- 演 - ラリー・ハンキン
- 車の解体場の経営者。

エド・ガルブレイス
- 演 - ロバート・フォスター
- 人消し屋。表向きは掃除機の販売を行っている。

ローソン
- 演 - ジム・ビーヴァー
- ウォルターに銃を売り渡した武器商人。

#### ジェシーの関係者
ブランドン・"バッジャー"・メイヒュー
- 演 - マット・ジョーンズ、日本語吹替 - 島田岳洋
- ジェシーの悪友の一人。大柄な体型。気の良い性格だが頭はあまり良くない。ジェシーと偶然再会し、ドラッグの売り子として雇われることとなる。

スキニー・ピート
- 演 - チャールズ・ベイカー、日本語吹替 - 朝比奈拓見
- ジェシーの悪友の一人。痩せこけた体型で、いつもニット帽を被っている。ピアノ演奏が得意。

クリスチャン・"コンボ"・オルテガ
- 演 - ロドニー・ラッシュ、日本語吹替 - マンモス西尾
- ジェシーの悪友の一人。恰幅のいい体型。ジェシーのドラッグ密売の際にガスの縄張りを荒らしたためトラブルに巻き込まれる。

クロヴィス
- 演 - トム・キーシェ
- バッジャーの従兄弟で、修理工場の整備士。気の良いバッジャーとは対照的に、無慈悲で荒々しい性格。ウォルターとジェシーのキャンピングカーを工場敷地内に駐車させる見返りとして二人に高額な代金を要求する。

ドミンゴ・ガヤルド・"クレイジー・エイト"・モリーナ
- 演 - マックス・アルシニエガ
- タンピコ家具店店主の息子。エミリオの従兄弟で麻薬密売の元締め。ウォルターからメスのレシピを聞き出そうとして逆に監禁される。

エミリオ・コヤマ
- 演 - ジョン・コヤマ
- クレイジー・エイトの従兄弟で、ジェシーの元相棒。ハンクが率いる麻薬捜査官に逮捕されるが翌日に保釈される。クレイジー・エイトとともに、ウォルターからメスのレシピを聞き出そうとする。

ジェーン・マーゴリス
- 演 - クリステン・リッター、日本語吹替 - 弓場沙織
- ジェシーが家を追い出された際に借りたアパートの管理人（オーナーの娘）。薬物依存症を患っている。ジェシーと次第に恋仲となり一番の理解者となるが、その後ジェシーとともにヘロイン乱用を再開してしまう。

ドナルド・マーゴリス
- 演 - ジョン・デ・ランシー
- ジェーンの父親。ジェシーが家を追い出された際に借りたアパートのオーナーで、普段は管制官として連邦航空局に勤務している。ヘロインに溺れる娘のジェーンを気にかけている。

アンドレア・カンティージョ
- 演 - エミリー・リオス
- NA（断薬ミーティング）でジェシーと知り合った恋人。幼い弟がガスの元で殺し屋をしている事実をジェシーに教えたことで騒動を起こす引き金となる。

ブロック・カンティージョ
- 演 - イアン・ポサダ
- アンドレアの息子。母親と交際するジェシーと親しくなる。

断薬ミーティングのリーダー
- 演 - ジェレ・バーンズ
- ジェシーが通っているNA（断薬ミーティング）のカウンセラー。薬物依存から抜け出せないジェシーに助言を与え、更生を促す。

ウェンディ
- 演 - ジュリア・ミネシ
- ドラッグ依存症の娼婦。ガスの手下たちに食べ物を差し入れるなど小間使いにされている。ジェシーの薬物を購入する常連でもあり、ジェシーとは性的関係にもある。
- なお、演じるジュリア・ミネシは当時50代であったため、特殊メイクを施した上で「35歳のドラッグ中毒者」という設定のウェンディを演じた。

アダム・ピンクマン
- 演 - マイケル・ボフシェヴァー
- ジェシーの父。

ダイアン・ピンクマン
- 演 - テス・ハーパー
- ジェシーの母。

ジェイク・ピンクマン
- 演 - ベン・ペトリー
- ジェシーの弟。

#### 麻薬カルテル関係者
トゥコ・サラマンカ
- 演 - レイモンド・クルス
- シーズン1で初登場した。麻薬密売の元締め。短気かつ粗暴な人間で、ドラッグを使用すると仲間にまで見境なしに暴力を振るうため部下から恐れられている。
- ウォルターはアルバカーキの元締めであるトゥコにメスを売ることで利益を出そうと考えていたが、その後の取引でトゥコは金を払わずジェシーを暴行し重症を負わせてメスを奪った。

ゴンゾ
- 演 - ヘスス・ペイヤン
- トゥコの部下。巨漢。

ノー・ドーズ
- 演 - セサール・ガルシア
- トゥコの部下。小柄な体格。

レオネル&マルコ兄弟
- 演 - ダニエル・モンカダ、ルイス・モンカダ
- トゥコ・サラマンカのいとこで双子の兄弟。冷酷無比な暗殺者。ウォルターに強い復讐心を抱く。

ホアン・ボルサ
- 演 - ハビエル・グラヘダ、日本語吹替 - 佐々木梅治
- 麻薬カルテルの大物幹部。

ドン・エラディオ
- 演 -スティーヴン・バウアー
- サラマンカ一家およびガス、ボルサを配下に置く麻薬カルテルのボス。ガスとは因縁がある。

トルトゥーガ
- 演 - ダニー・トレホ、日本語吹替 - 廣田行生
- 麻薬カルテルの幹部。警察に加担する内通者。その名はスペイン語で亀を意味する。

ガフ
- 演 - モーリス・コンプト、日本語吹替 - 青山穣
- ドン・エラディオの手下。

デクラン
- 演 - ルイス・フェレイラ
- 麻薬密売の元締め。マイクの仲介によりウォルターと知り合う。シーズン5で登場。

#### 警察関係者
スティーブン・ゴメス
- 演 - スティーヴン・マイケル・ケサダ、日本語吹替 - 志賀麻登佳
- ハンクの麻薬取締局での同僚で相棒。愛称は「ゴミー」。ハンクとはお互い憎まれ口を叩きあいながらも深い信頼と友情で結ばれている。シーズン4以降は口髭を蓄えている。

ティム・ロバーツ
- 演 - ナイジェル・ギブス
- 麻薬捜査官。ハンクの同僚。

ジョージ・マーカート
- 演 - マイケル・シェイマス・ワイルズ
- 麻薬取締局の主任特別捜査官補佐。

レイミー
- 演 - トッド・テリー
- 麻薬取締局の主任特別捜査官。

ゲッツ
- 演 - DJクオールズ
- 麻薬取締局のおとり捜査官。かなりの痩せ型で童顔。ソウルいわく「生まれてすぐに警官になったみたいな顔」をしている。

カランチョー
- 演 - ゴンザロ・メネンデス
- アルバカーキ市警の刑事。

マン
- 演 - ジェイソン・ダグラス
- アルバカーキ市警の刑事。カランチョー刑事の相棒。

#### ガスの関係者
ゲイル・ベティカー
- 演 - デヴィッド・コスタビル、日本語吹替 - 中林俊史
- 初登場はシーズン3。
- ガスが雇ったメス製造の科学者。内気で純真無垢な性格。ブルーメスのあまりの純度の高さにウォルターを雇うことをガスに打診し、自ら進んでウォルターの助手となる。

ヴィクター
- 演 - ジェレミア・ビツイ
- ガスの忠実な部下。

タイラス・キット
- 演 - レイ・キャンベル
- ガスの部下。ヴィクターの後任者。

デニス・マルコフスキ
- 演 - マイク・バタヤ
- ガスが経営するクリーニング工場のマネージャー。

#### ソウルの関係者
ヒューエル・バビノー
- 演 - ラヴェル・クロフォード、日本語吹替 - 島田岳洋
- ソウルの護衛を務める巨漢の黒人男性。

パトリック・クビー
- 演 - ビル・バー
- ソウルの部下。寡黙なヒューエルとは対照的に、多弁で剽軽な性格。

フランチェスカ・リディ
- 演 - ティナ・パーカー
- ソウルの秘書。

#### マイクの関係者
ケイリー・エルマントラウト
- 演 - カイヤ・ベイルズ
- マイクの孫娘。

ダン
- 演 - クリス・フライホーファー
- マイクの顧問弁護士。秘密を知る人物らへ口止め料を配布していた。

#### その他関係者
ジャック・"アンクル・ジャック"・ウェルカー
- 演 - マイケル・ボーウェン - 日本語吹替 - 浦山迅
- トッドの叔父で、凶暴なギャングのリーダー。白人至上主義者でもある。

ケニー
- 演 - ケヴィン・ランキン
- アンクル・ジャックが率いるギャングの一員。

ドリュー・シャープ
- 演 - サム・ウェッブ
- アルバカーキに住む少年。郊外の荒野で虫の収集をするのが趣味であった。

## エピソード一覧

### シリーズ一覧
| シーズン | シーズン  | エピソード | 米国での放送日                | 米国での放送日                |
| シーズン | シーズン  | エピソード | 初回                          | 最終回                        |
| -------- | --------- | ---------- | ----------------------------- | ----------------------------- |
|          | 1         | 7          | 2008年1月20日                 | 2008年3月9日                  |
|          | 2         | 13         | 2009年3月8日                  | 2009年5月31日                 |
|          | 3         | 13         | 2010年3月21日                 | 2010年6月13日                 |
|          | 4         | 13         | 2011年7月17日                 | 2011年10月9日                 |
|          | 5: Part 1 | 8          | 2012年7月15日                 | 2012年9月2日                  |
|          | 5: Part 2 | 8          | 2013年8月11日                 | 2013年9月29日                 |
| トータル | トータル  | 62         | 2008年1月20日 – 2013年9月29日 | 2008年1月20日 – 2013年9月29日 |

### シーズン1（2008年）
| 通算 | 話数 | タイトル                     | 原題                          | 監督               | 米国放送日    | 視聴者数 (万人) |
| ---- | ---- | ---------------------------- | ----------------------------- | ------------------ | ------------- | --------------- |
| 1    | 1    | 化学教師ウォルター・ホワイト | Pilot                         | ヴィンス・ギリガン | 2008年1月20日 | 140             |
| 2    | 2    | 新しい相棒                   | Cat's in the Bag...           | Adam Bernstein     | 2008年1月27日 |                 |
| 3    | 3    | 人間の成分                   | ...and the Bag's in the River | Adam Bernstein     | 2008年2月10日 |                 |
| 4    | 4    | 家族への告知                 | Cancer Man                    | Jim McKay          | 2008年2月17日 |                 |
| 5    | 5    | ウォルターの選択             | Gray Matter                   | Tricia Brock       | 2008年2月24日 |                 |
| 6    | 6    | 最凶のワル                   | Crazy Handful of Nothin'      | Bronwen Hughes     | 2008年3月2日  |                 |
| 7    | 7    | 犯罪の境界線                 | A-No-Rough-Stuff-Type-Deal    | ティム・ハンター   | 2008年3月9日  | 150             |

### シーズン2（2009年）
| 通算 | 話数 | タイトル             | 原題               | 監督                     | 米国放送日    | 視聴者数 (万人) |
| ---- | ---- | -------------------- | ------------------ | ------------------------ | ------------- | --------------- |
| 8    | 1    | 737                  | Seven Thirty-Seven | ブライアン・クランストン | 2009年3月8日  | 166             |
| 9    | 2    | 消息不明             | Grilled            | Charles Haid             | 2009年3月15日 |                 |
| 10   | 3    | 脱出の代償           | Bit by a Dead Bee  | Terry McDonough          | 2009年3月22日 | 113             |
| 11   | 4    | 崩れゆく生活         | Down               | ジョン・ダール           | 2009年3月29日 | 129             |
| 12   | 5    | 再始動               | Breakage           | ヨハン・レンク           | 2009年4月5日  | 121             |
| 13   | 6    | イナイ・イナイ・バァ | Peekaboo           | Peter Medak              | 2009年4月12日 | 141             |
| 14   | 7    | 噂の男、ジェシー     | Negro Y Azul       | Felix Alcala             | 2009年4月19日 |                 |
| 15   | 8    | ソウルに電話しよう!  | Better Call Saul   | Terry McDonough          | 2009年4月26日 | 104             |
| 16   | 9    | 荒野の四日間         | 4 Days Out         | ミシェル・マクラーレン   | 2009年5月3日  |                 |
| 17   | 10   | ビジネスの引き際     | Over               | Phil Abraham             | 2009年5月10日 |                 |
| 18   | 11   | 混沌の渦             | Mandala            | Adam Bernstein           | 2009年5月17日 |                 |
| 19   | 12   | マイ・リトル・ガール | Phoenix            | Colin Bucksey            | 2009年5月24日 |                 |
| 20   | 13   | アルバカーキ         | ABQ                | Adam Bernstein           | 2009年5月31日 |                 |

### シーズン3（2010年）
| 通算 | 話数 | タイトル           | 原題               | 監督                     | 米国放送日    | 視聴者数 (万人) |
| ---- | ---- | ------------------ | ------------------ | ------------------------ | ------------- | --------------- |
| 21   | 1    | 戻れない道         | No Mas             | ブライアン・クランストン | 2010年3月21日 | 165             |
| 22   | 2    | 名もなき男         | Caballo Sin Nombre | Adam Bernstein           | 2010年3月28日 | 155             |
| 23   | 3    | 葛藤               | I.F.T.             | ミシェル・マクラーレン   | 2010年4月4日  | 133             |
| 24   | 4    | ゴーサイン         | Green Light        | Scott Winant             | 2010年4月11日 | 146             |
| 25   | 5    | 新しいラボ         | Mas                | ヨハン・レンク           | 2010年4月18日 | 161             |
| 26   | 6    | 追いつめられた二人 | Sunset             | John Shiban              | 2010年4月25日 | 164             |
| 27   | 7    | ハンクの苦しみ     | One Minute         | ミシェル・マクラーレン   | 2010年5月2日  | 152             |
| 28   | 8    | 復讐の裏側         | I See You          | Colin Bucksey            | 2010年5月9日  | 178             |
| 29   | 9    | 不条理な世界       | Kafkaesque         | Michael Slovis           | 2010年5月16日 | 161             |
| 30   | 10   | かなわぬ最期       | Fly                | ライアン・ジョンソン     | 2010年5月23日 | 120             |
| 31   | 11   | 悪の住む街         | Abiquiu            | ミシェル・マクラーレン   | 2010年5月30日 | 132             |
| 32   | 12   | 憎しみの連鎖       | Half Measures      | Adam Bernstein           | 2010年6月6日  | 119             |
| 33   | 13   | 向けられた銃口     | Full Measure       | ヴィンス・ギリガン       | 2010年6月13日 | 156             |

### シーズン4（2011年）
| 通算 | 話数 | タイトル       | 原題              | 監督                   | 米国放送日    | 視聴者数 (万人) |
| ---- | ---- | -------------- | ----------------- | ---------------------- | ------------- | --------------- |
| 34   | 1    | ガスの怒り     | Box Cutter        | Adam Bernstein         | 2011年7月17日 | 258             |
| 35   | 2    | 生き地獄       | Thirty-Eight Snub | ミシェル・マクラーレン | 2011年7月24日 | 197             |
| 36   | 3    | マリーの苦しみ | Open House        | デヴィッド・スレイド   | 2011年7月31日 | 171             |
| 37   | 4    | 厄介な存在     | Bullet Points     | Colin Bucksey          | 2011年8月7日  | 183             |
| 38   | 5    | ハンクの推理   | Shotgun           | ミシェル・マクラーレン | 2011年8月14日 | 175             |
| 39   | 6    | それぞれの不安 | Cornered          | Michael Slovis         | 2011年8月21日 | 167             |
| 40   | 7    | 面倒な犬       | Problem Dog       | Peter Gould            | 2011年8月28日 | 191             |
| 41   | 8    | ガスの過去     | Hermanos          | ヨハン・レンク         | 2011年9月4日  | 198             |
| 42   | 9    | 膨らむ疑惑     | Bug               | Terry McDonough        | 2011年9月11日 | 189             |
| 43   | 10   | 復讐の杯       | Salud             | ミシェル・マクラーレン | 2011年9月18日 | 180             |
| 44   | 11   | 降りそそぐ危機 | Crawl Space       | Scott Winant           | 2011年9月25日 | 155             |
| 45   | 12   | 憎しみの行方   | End Times         | ヴィンス・ギリガン     | 2011年10月2日 | 173             |
| 46   | 13   | フェイス・オフ | Face Off          | ヴィンス・ギリガン     | 2011年10月9日 | 190             |

### シーズン5（2012年 - 2013年）
日本販売のDVDは、Part1がシーズン5、Part2がファイナルシーズンとなっている。
| 通算   | 話数   | タイトル           | 原題             | 監督                     | 米国放送日    | 視聴者数 (万人) |
| Part 1 | Part 1 | Part 1             | Part 1           | Part 1                   | Part 1        | Part 1          |
| ------ | ------ | ------------------ | ---------------- | ------------------------ | ------------- | --------------- |
| 47     | 1      | 自由か死か         | Live Free or Die | Michael Slovis           | 2012年7月15日 | 293             |
| 48     | 2      | 再始動に向かって   | Madrigal         | ミシェル・マクラーレン   | 2012年7月22日 | 229             |
| 49     | 3      | 新しいチーム       | Hazard Pay       | Adam Bernstein           | 2012年7月29日 | 220             |
| 50     | 4      | 51歳               | Fifty-One        | ライアン・ジョンソン     | 2012年8月5日  | 229             |
| 51     | 5      | 荒野の作戦         | Dead Freight     | George Mastras           | 2012年8月12日 | 248             |
| 52     | 6      | ウォルターの執念   | Buyout           | Colin Bucksey            | 2012年8月19日 | 281             |
| 53     | 7      | 私の名は…          | Say My Name      | Thomas Schnauz           | 2012年8月26日 | 298             |
| 54     | 8      | 完璧な静寂         | Gliding Over All | ミシェル・マクラーレン   | 2012年9月2日  | 278             |
| Part 2 |        |                    |                  |                          |               |                 |
| 55     | 9      | 汚れた金           | Blood Money      | ブライアン・クランストン | 2013年8月11日 | 592             |
| 56     | 10     | 埋められた財産     | Buried           | ミシェル・マクラーレン   | 2013年8月18日 | 477             |
| 57     | 11     | 告白               | Confessions      | Michael Slovis           | 2013年8月25日 | 485             |
| 58     | 12     | 狂気の犬           | Rabid Dog        | Sam Catlin               | 2013年9月1日  | 441             |
| 59     | 13     | 決別の荒野         | To'hajiilee      | ミシェル・マクラーレン   | 2013年9月8日  | 511             |
| 60     | 14     | オジマンディアス   | Ozymandias       | ライアン・ジョンソン     | 2013年9月15日 | 637             |
| 61     | 15     | ニューハンプシャー | Granite State    | Peter Gould              | 2013年9月22日 | 658             |
| 62     | 16     | フェリーナ         | Felina           | ヴィンス・ギリガン       | 2013年9月29日 | 1,028           |

## 評価

### 全体
アンソニー・ホプキンスは本作でのブライアン・クランストンの演技を生涯見たものの中で最高のものだったと絶賛した。米エンタテインメントニュース番組「E! News」によると、フィリップ・シーモア・ホフマン、マイケル・セラなどが「大ファンなので、ぜひ出演させて欲しい」と熱望していたという。しかし、ヴィンス・ギリガンが無名の俳優を起用することにこだわったため、実現しなかった。
批評サイトのMetacriticでも非常に高い評価を得た。シーズン1は100点満点中74点、シーズン2は100点満点中85点、シーズン3は100点満点中89点、シーズン4は100点満点中96点とシーズンを重ねるごとに評価は上昇していき、シーズン5は100点満点中99点のスコアを得た。シーズン5のスコアによりギネス世界記録に歴代で最も高く評価されたテレビシリーズとして認定された。
インターネット・ムービー・データベースでもユーザーの評価が最も高いテレビシリーズに選ばれている。
作家の村上春樹は自身の期間限定公式サイトで最近面白かった本、映画、音楽を問われ本シリーズを挙げた。
タレントのビートたけしは「本当に面白かった。夢中になって見てたよ」と述べている。
GLAYのHISASHIはファイナルシーズンのBlu-rayコンプリートボックスで「最高で最悪のシナリオが本能を刺激して理性の邪魔をする！」とコメントしている。その他、小島秀夫、スチャダラパーのANIなども絶賛のコメントをしている。

### シーズン1（評価）
『ニューヨーク・ポスト』のリンダ・ステイシーはブライアン・クランストンとアーロン・ポールの演技を特に賞賛し、「驚くべき名作だ。『素晴らしい』という言葉では言い尽くせないほどの感動がある。」と評した。
『USAトゥデイ』のロバート・ビアンコは「ウォルトが科学者としての論理をジェシーや麻薬密造に持ち込もうとしているところに一種の可笑しさがある。たとえ自己防衛のためであっても、人を殺すことは愚かで醜い行為であると、ウォルトとジェシーが知るシーンのように、サスペンスに満ちた作品でもある。」と評した。

### シーズン2（評価）
第2シーズンも批評家たちに賞賛された。『エンターテインメント・ウィークリー』の批評家ケン・タッカーは「『ブレイキング・バッド』は「中年期の危機」の最高の比喩だ。ガンと違法行為によってウォルターは郊外での漠然とした暮らしから抜け出すことができた。そして彼は人生を再び経験し、チャンスをつかみ、リスクを冒し、彼自身できると思っていなかったようなことをなした。もちろん、こうしたことはエミー賞受賞者であるクランストンの獰猛で滑稽な無私の演技がなければうまくいかなかった。荒れ果てた雰囲気と暗さにもかかわらず、このシリーズには陽気さが感じられるようになってきている。これは悪事についてのとても良いショーである。」と述べ、最高の評価であるグレードAを与えた。
『サンフランシスコ・クロニクル』のティム・グッドマンは「AMCによって放送されたこのシリーズの最初の3つのエピソードははっきりした間違いを犯すことなく優れた水準を達成した。ギリガンのブレイキング・バッドに対する野心的な構想は、今や予想に反して正しく報われているし、この作品にかかわるすべての人々を鼓舞している。どのエピソードにも円熟味と野心とを感じることができるだろう」と述べた。
ホラー作家のスティーヴン・キングは「 I Love 'Breaking Bad'!」と題したコラムでツイン・ピークスやブルーベルベットと比較しつつ賞賛した。

### シーズン3（評価）
シーズン3もまた批評家の絶賛を浴びた。『タイム』は「このドラマは派手な爆発よりもゆっくりと燃焼することを選んだ。その選択ゆえにより熱いのだ」と宣言した。
『ニューズデイ』は、『ブレイキング・バッド』はいまだに最も優れたテレビシリーズであり、自分のスタイルに忠実なままだと述べた。ティム・グッドマンは脚本、演技、撮影技術を賞賛し、シリーズの映像面における大胆な試みを指摘した。グッドマンはドラマの映像を呆然とさせられる美（監督たちは数多くの広角の眺望の映像を使っている）とはっとさせられる奇怪さのコンビネーションだと言った。
最終話が放映されると『A.V.クラブ』は「シーズン3はテレビ史上最もすぐれた業績の一つである。それほどに興奮させられるのは、このシリーズがテレビ的な良い番組ではないからだ。このシリーズが恐るべき完成度であったのは、個々のイベントの描写もそうだが、脚本家たちがテレビのしきたりにとらわれることがなかったからだ」と述べた。

### シーズン4（評価）
シーズン4も広く批評家から賞賛された。『ボストン・グローブ』はショーは魅惑的だと述べた。『ピッツバーグ・ポスト・ガゼット』はシリーズを知的で示唆に富み、芸術的により高みに達しているものだと述べた。シーズン4は多くの批評家に2011年の最良の作品の一つに挙げられた。
『タイム』はウォルター・ホワイトの「I am the one who knocks」という台詞を2011年のベストに挙げた。この台詞は『パルプ・フィクション』のジュールス役などで知られる俳優サミュエル・L・ジャクソンがアルツハイマー型認知症の患者のために記録し、公開した動画の台詞に選ばれた。ジャクソンは『ブレイキング・バッド』のファンだという。
『ピッツバーグ・ポスト・ガゼット』は2011年のベストシリーズに挙げ、重大なストーリー上のミスを犯していないまれなドラマだと述べた。『A.V.クラブ』は、最終回を次のように要約した。「ゆっくりとした展開の中で途切れることなく決断を迫るような危機が訪れたシリーズにふさわしい結末だ。問題は解決したが、それが皆が安穏としていられることを意味しない。このドラマではだれも安全ではないのだ」。シリーズ全体についても賞賛し、次のように述べた。「なんというシーズンだったろう。我々の誰もが期待していなかったほど素晴らしかった」。

### シーズン5（評価）
最終シーズンとなる第5シーズンもまた批評家から広範な絶賛を受けた。シリーズが終わると、ニック・ハーレイはこのドラマに対する評価を次のようにまとめた。「巧妙に書かれた脚本、名人の域に達した演出、精妙な演技。『ブレイキング・バッド』にはドラマに望むものがすべてある。批評家たちは今後10年間、いかに偉大なドラマであったかを批評し、議論するだろう。しかしその理由はつきることがないし、すでに証明されているのだ」。
最終シーズンの間、『氷と炎の歌』の原作者であり、そのテレビドラマ版である『ゲーム・オブ・スローンズ』のプロデューサーの一人でもあるジョージ・R・R・マーティンから賞賛を受けた。とりわけエピソード「Ozymandias」では「ウォルターは『氷と炎の歌』の主要舞台であるウェスタロスの誰よりも巨大な怪物である」とコメントした。また、最終シーズンについて「素晴らしいシリーズだ。（シーズン5の後半部分が対象となる来年は）誰もエミー賞で『ブレイキング・バッド』に勝ることはないだろう」と言及した。なお、エピソード"Ozymandias"は批評サイト「インターネット・ムービー・データベース」で40000名近いユーザーから10点満点中の10点と最高の評価を受けている。
IGNのセス・アミティンは「『ブレイキング・バッド』の最終シーズンはこれまで放送されたもののうち、最良のものだった」と述べた。

### 受賞
エミー賞
作品賞（ドラマ部門） (2013、2014)
主演男優賞（ドラマ部門） - ブライアン・クランストン（2008、2009、2010、2014）
助演男優賞（ドラマ部門） - アーロン・ポール(2010、2012、2014)
助演女優賞（ドラマ部門） - アンナ・ガン（2013、2014）
シングルカメラ編集賞（ドラマ部門） - リン・ウィリンガム(2008、2009)、ケリー・ディクソン（2013）、スキップ・マクドナルド（2014）
脚本賞 （ドラマ部門） - モイラ・ウォリー＝ベケット（2014）
ゴールデングローブ賞
作品賞（テレビ・ドラマ部門）(2014)
主演男優賞（テレビ・ドラマ部門） - ブライアン・クランストン(2014)
サテライト賞
作品賞（2009、2010、2014）
主演男優賞（ドラマ部門） - ブライアン・クランストン（2008、2009、2010、2014）
助演男優賞（ドラマ部門） - アーロン・ポール（2014）
全米映画俳優組合賞
男優賞(ドラマ部門) - ブライアン・クランストン (2013、2014)
アンサンブル演技賞（2014）
サターン賞
シンジケート・ケーブルテレビシリーズ賞（2010、2011、2012）
テレビプレゼンテーション賞（2013、2014）
主演男優賞（テレビ部門） - ブライアン・クランストン（2012、2013）
助演男優賞（テレビ部門） - アーロン・ポール（2010、2012、2014）、ジョナサン・バンクス（2013）
ゲスト男優賞（テレビ部門） - ロバート・フォースター(2014)
テレビ批評家協会賞
最優秀テレビ番組賞（2013、2014）
最優秀ドラマシリーズ賞（2011、2012）
ドラマシリーズ主演賞 - ブライアン・クランストン（2009）
批評家協会テレビ賞
最優秀ドラマシリーズ賞（2013、2014）
主演男優賞 - ブライアン・クランストン（2012、2013）
助演男優賞 - ジャンカルロ・エスポジート（2012）、アーロン・ポール(2014)
全米監督協会賞
ドラマ部門 - ライアン・ジョンソン（2013 - "Fifty-One"）、ヴィンス・ギリガン（2014 - "Ferina"）
全米脚本家協会賞
ドラマシリーズ部門（2012、2013、2014）
ドラマエピソード部門 - ヴィンス・ギリガン（2009 - "Pilot"、2012 - "Box Cutter"）、ジェニファー・ハッチソン（2014 - "Confessions"）

## スピンオフとリメイクなど

### ベター・コール・ソウル
2013年4月、AMCとソニー・ピクチャーズ テレビジョンが主要キャラクターの一人である弁護士ソウル・グッドマンを主役にしたスピンオフシリーズの実現に向け、動いていることが明らかになった。そして、このスピンオフシリーズは『ベター・コール・ソウル』と題されて制作されることが、2013年9月に正式発表された。
シリーズは2015年から2022年まで6シーズンが放送されて完結した。

### スペイン語版のリメイク
2013年3月、スペイン語版のリメイクが制作されることが発表された。『Metástasis』は2014年に62話が放送された。

### 映画
2019年10月11日に『エルカミーノ: ブレイキング・バッド THE MOVIE』がNetflixで配信され、のちにAMCで放送された。アメリカ国内では同日から3日間限定で劇場公開も行われた。